# Невидљива рука
Невидљива рука је термин којим је Адам Смит описивао ненамерне друштвене користи појединачних користољубивих акција. Смит је фразу употребљавао у вези са дистрибуцијом прихода (1759) и продукцијом (1776). Тачно ова фраза користи се само три пута у Смитовим списима, али је протумачена као његова тврдња да напори појединца за остваривање сопственог интереса могу често користити друштву више него да су његове радње биле намењене да користе друштву. Смит је пронашао можда два значења фразе Ричарда Кантилона, који је развио обе економске примене у свом моделу изолованонг имања.
Смит је концепт први пут представио у Теорији моралних осећања, написаној 1759. године, позивајући се на то у референци на дистрибуцију прихода. Међутим, у овом раду се не говори о идеји тржишта, а реч "капитализам" се никада не користи. До времена кад је написа Богатство народа 1776. године, Смит је много година проучавао економске моделе француских физиократа и у овом раду "невидљива рука" је директније повезана са производњом, са употребом капитала за подршку домаће индустрије. Једина употреба "невидљиве руке" која се налази у Богатству нација је у четвртој књизи, другом поглављу "Ограничења приликом увоза из иностраних земаља робе која се може производити код куће".
Идеја трговине и тржишне размене аутоматски усмерава сопствени интерес према друштвено пожељним циљевима је централна оправданост за лесе фер економску филозофију, која лежи иза неокласичне економије. У том смислу, централно неслагање између економских идеологија може се посматрати као неслагање око тога колико је моћна "невидљива рука". У алтернативним моделима, силе које су се родиле током Смитовог живота, као што су велика индустрија, финансије и оглашавање, смањују њену ефикасност.